# Mohammed El Amraoui
Mohammed El Amraoui, né le 2 janvier 1993 à Casablanca, est un footballeur marocain évoluant au poste de ailier gauche à l'Ittihad de Tanger.

## Biographie
Il inscrit deux buts en première division marocaine lors de la saison 2017-2018.

## Palmarès

### En club
Ittihad de Tanger
- Championnat du Maroc
  - Champion : 2018